# Lingua avara
La lingua avàra (nome nativo: авар мацI, avar maⱬ [aˈwar mat͡sʼ] oppure магӀарул мацӀ, maⱨarul maⱬ [maʕarul mat͡sʼ], “lingua delle montagne”; in russo: aварский язык, avarskij jazyk) è una lingua caucasica nordorientale parlata in Russia nel Daghestan occidentale.

## Distribuzione geografica
L'avaro è la lingua parlata dagli Avari.
Secondo Ethnologue è parlata da 744.000 persone nella repubblica russa del Daghestan e da 44.000 persone in Azerbaigian, nei distretti di Balakən e Zaqatala. L'idioma è attestato anche in Kazakistan e Turchia.

## Sistema di scrittura
Dal XV secolo fino al XVII secolo venne scritta con l'alfabeto georgiano, in seguito si usò l'alfabeto arabo sostituito nel 1924 quando si cominciò ad utilizzare l'alfabeto latino. Dal 1938 si adotta l'alfabeto cirillico, con l'aggiunta della lettera páločka (Ӏ).